# Pimpla cameronii
Pimpla cameronii är en stekelart som beskrevs av Dalla Torre 1901. Pimpla cameronii ingår i släktet Pimpla och familjen brokparasitsteklar. Inga underarter finns listade i Catalogue of Life.